# Pieter Ghyllebert
Pieter Ghyllebert (Oostende, 13 de juny de 1982) és un ciclista belga, professional des de 2005.
Fill de també ciclista Johan Ghyllebert, en el seu palmarès hi ha el triomf a l'Omloop Mandel-Leie-Schelde i dues victòries d'etapa. Una a la Volta a Àustria de 2006 i una altra al Tour Down Under de 2007.

## Palmarès
- 2006
  - Vencedor d'una etapa a la Volta a Àustria
- 2007
  - Vencedor d'una etapa al Tour Down Under
- 2012
  - 1r a l'Omloop Mandel-Leie-Schelde